# C1orf131
C1orf131 (англ. Chromosome 1 open reading frame 131) – білок, який кодується однойменним геном, розташованим у людей на короткому плечі 1-ї хромосоми.  Довжина поліпептидного ланцюга білка становить 294 амінокислот, а молекулярна маса — 32 766.
| 10         |  | 20         |  | 30         |  | 40         |  | 50         |
| ---------- |  | ---------- |  | ---------- |  | ---------- |  | ---------- |
| MRVDSSADPT |  | MSQEQGPGSS |  | TPPSSPTLLD |  | ALLQNLYDFG |  | GTEGETEQKK |
| IIKKRENKKR |  | DVMASAALAA |  | EPSPLPGSLI |  | RGQRKSASSF |  | FKELREERHC |
| APSGTPTGPE |  | ILAAAVPPSS |  | LKNNREQVEV |  | VEFHSNKKRK |  | LTPDHNKNTK |
| QANPSVLERD |  | VDTQEFNLEK |  | ARLEVHRFGI |  | TGYGKGKERI |  | LEQERAIMLG |
| AKPPKKSYVN |  | YKVLQEQIKE |  | KKAAKEEEKR |  | LAQETDIFKK |  | KKRKGQEDRR |
| KSKKKSAPSI |  | LSNGRIGQVG |  | KFKNGTLILS |  | PVDIKKINSS |  | RVAK       |

A: Аланін

C: Цистеїн

D: Аспарагінова кислота

E: Глутамінова кислота

F: Фенілаланін

G: Гліцин

H: Гістидин

I: Ізолейцин

K: Лізин

L: Лейцин

M: Метіонін

N: Аспарагін

P: Пролін

Q: Глутамін

R: Аргінін

S: Серин

T: Треонін

V: Валін

Кодований геном білок за функцією належить до фосфопротеїнів. 
Задіяний у таких біологічних процесах як поліморфізм, ацетиляція, альтернативний сплайсинг. 
Локалізований у хромосомах.